# Quanto Amor
Quanto Amor é o terceiro álbum de estúdio do cantor Paulo César Baruk, lançado em 2001 pela gravadora Bompastor.

## Faixas
1. Redentor
2. Rei da Glória
3. Quanto Amor
4. Dois Corações
5. O Senhor é a Luz do Meu Caminho
6. Os Cravos
7. Casa do Pai
8. Maravilha
9. Presença
10. Confiar em Ti